# Xizangiana xiangbi
Espèce
Xizangiana xiangbi est une espèce d'araignées aranéomorphes de la famille des Gnaphosidae.

## Distribution
Cette espèce est endémique du Yunnan en Chine,. Elle se rencontre dans le district de Longyang.

## Description
Le mâle holotype mesure 4,04 mm et la femelle paratype 3,32 mm, les mâles mesurent de 2,95 à 4,26 mm et les femelles de 3,32 à 3,77 mm.

## Systématique et taxinomie
Cette espèce a été décrite par Liu et Zhang en 2023.

## Publication originale
- Liu, Wang & Zhang, 2023 : « Revision of the genus Xizangiana Sherwood, Li & Zhang, 2022, with descriptions of five new species (Araneae: Gnaphosidae). » Zootaxa, no 5346(4), p. 443-468.